# Gerániumolaj
A gerániumolaj (oleum geranii) a geránium (Pelargonium odoratissimum, ill. más Pelargonium-félék) illóolaja. Zöldes színű, rózsaolajhoz hasonló illatú, eléggé viszkózus folyadék.
Frissít, élénkít, gombaölő, antiszeptikus hatású, egyensúlyban tartja a bőr faggyútermelését. Csökkenti az aranyér tüneteit. Főként illatszerek, kölnivíz előállítására használják.
Illata, esetleg citromfűvel kombinálva, elriasztja a szúnyogokat, kullancsokat és egyéb rovarokat.
Sűrűség: 0,884-0,905 g/cm³ 

Forráspont: 228-230 °C

## Fő komponensei
- monoterpének: geraniol,  citronellol, linalool, menton,  geraniol-tiglinát, geraniol-b-glikozid
- szeszkviterpének: karoiofillén, a-kadinen, a-kopaen, a-kubeben, a-humulen, b-kubeben, b-elemen